# Le rane (romanzo)
Le rane è un romanzo dello scrittore cinese Mo Yan pubblicato nel 2009. Il titolo è un gioco di parole tra i caratteri 蛙 (pinyin: Wā), che significa rana e 娃 (pinyin: wá), che significa bambino; le due parole hanno una pronuncia quasi identica.
Raccontando la vita della levatrice Wan Xin, il romanzo ripercorre il difficile rapporto della Cina con la procreazione e la politica demografica nel XX secolo. La Cina è il paese più popolato della Terra e il solo Shandong, la provincia in cui il romanzo è ambientato, ha 92 milioni di abitanti. 

## Trama
Wan Zu, nome d'arte Girino, è un drammaturgo che ricostruisce la vita della zia materna Wan Xin, a partire da quando, ancora bambina, fu tenuta in ostaggio dai giapponesi per fare pressione sul padre.
Dopo la liberazione, Wan Xin frequentò una scuola di medicina per ostetriche, e ebbe parte attiva nel convincere le contadine a non avvalersi delle mammane e rivolgersi al servizio sanitario statale. Buona parte dei bambini del distretto rurale (la zona a nordest della città di Gaomi dove è ambientata quasi tutta la letteratura di Mo Yan) sono nati grazie al suo intervento, compreso Girino/Wan Zu. Negli anni Cinquanta, alla fine della Guerra di Corea nella quale la Cina combatte contro gli USA, la giovane Wan Xin è fidanzata con un pilota militare, Wang Xiaoti, ma cade improvvisamente in disgrazia quando il giovane diserta con l'aereo e fugge a Taiwan.
Il clima di sospetto si intensifica intorno a Wan Xin, e sarà particolarmente duro nel corso della Rivoluzione culturale, quando le guardie rosse locali sono guidate dai fanatici del villaggio. Riabilitata agli occhi del Partito, Wan Xin diventa una delle più attive seguaci della politica di contenimento delle nascite inaugurata dal Partito Comunista Cinese, portata avanti anche tramite la vasectomia degli uomini con più di due figli. Destinata nell'opinione comune a sposare il presidente del comitato locale di Partito, ci rinuncia per convolare a nozze con un artigiano, Hao Dashou.
A fare le spese della sua intransigenza demografica sono anche le persone più vicine e più care. Suo nipote Girino sposa Wang Renmei, una bellezza atletica che ha la passione per i bambini; nasce quasi subito una figlia. Arruolato nell'esercito, Girino fa carriera fino al grado di comandante di compagnia, ma un giorno viene richiamato al villaggio per una denuncia anonima: sua moglie aspetta un secondo figlio. Agli ufficiali dell'esercito popolare, la zia Wan Xin insiste per l'aborto, e dà una vera e propria caccia alla nipote che si è nascosta a casa dei genitori. Sotto la minaccia di demolizione della casa, Wang Renmei accetta di sottoporsi a interruzione di gravidanza, ma muore durante l'intervento.
Wan Xin è affranta, eppure non per questo rinuncia all'opera di contenimento delle nascite. Convince il nipote Girino a sposare la propria assistente nell'unità di controllo demografico, Xiao Shizi (Leoncina); la giovane, oltre a essere poco attraente, è da sempre il sogno d'amore del suo amico Wang Gan. Tuttavia dopo il matrimonio Leoncina si dimostra appassionata e anche amante dei bambini. Intanto Wan Xin è riuscita a individuare dove si nasconde Wang Dan, la moglie del ricco contadino Chen Bi al nono mese della seconda gravidanza. Anche lei, come Wang Renmei, si è fatta asportare la spirale, obbligatoria dopo il primo figlio.
Purtroppo la donna muore di parto mentre viene raggiunta dalla levatrice, che riesce a salvare la bambina; Leoncina vorrebbe adottare la piccola, Chen Mei, ma dopo sei mesi il padre viene a reclamarla. Girino e Leoncina si trasferiscono a vivere a Pechino, lui si congeda dall'esercito comincia una carriera di scrittore per il teatro. Quando tornano al paese stentano a riconoscere il luogo dove sono vissuti; la prosperità è arrivata anche alle campagne: la ricostruzione del tempio di Niangniang, la dea della fertilità, demolito durante la Rivoluzione culturale, porta visitatori e turisti e diffonde benessere.
Girino è intenzionato a scrivere un'opera teatrale sulla vita della zia. Leoncina è sempre più fissata sull'impossibilità di dargli un figlio maschio; un giorno con un raggiro porta un campione del suo sperma in una clinica illegale, che nascondendosi dietro il paravento di un allevamento di rane-toro procura madri-ospiti per coppie che non possono portare avanti la gravidanza. Il destino vuole che la giovane madre che porterà in grembo il figlio di Girino sia Chen Mei, che Leoncina aveva salvato appena nata. Sopravvissuta all'incendio della fabbrica dove lavorava, la ragazza è sfigurata e per questo ha accettato il lavoro di madre-ospite. Dopo una crisi di coscienza durante la quale vorrebbe convincere Chen Mei a abortire, Girino accetta la paternità.

## Personaggi
Per tradizione consolidata, i nomi degli abitanti nel villaggio in cui il romanzo è ambientato sono tratti da parti del corpo: cuore, piede, etc.
- Wan Xin (cinese semplificato: 万心; pinyin: Wàn Xīn, cuore), nata il 13 giugno 1936, levatrice, membro del Partito Comunista Cinese.
- Wan Zu (cinese semplificato: 万足; pinyin: Wàn Zú, piede), nomignolo da bambino Xiaopao (corsetta), pseudonimo da scrittore Girino, figlio della nipote di Wan Xin, è il punto di vista del romanzo.
- Wang Xiaoti (cinese semplificato: 王小倜; pinyin: Wáng Xiăotì), è il fidanzato di gioventù di Wan Xin, pilota dell'aviazione militare, fugge nel 1960 a Taiwan.
- Hao Dashou (cinese semplificato: 郝大手; pinyin Hao Dàshŏu), marito di Wan Xin, artigiano della terracotta.
- Tian Guiha (cinese semplificato: 田桂花; pinyin: Tián Guìhuă), dottoressa, collega di Wan Xin.
- Wang Renmei (cinese semplificato: 王仁美; pinyin: Wáng Rénmĕi), è la prima moglie di Girino.
- Leoncina(cinese semplificato: 小狮子; pinyin: Xiăo Shīzĭ), dottoressa, assistente di Wan Xin e seconda moglie di Girino.
- Wang Gan(cinese semplificato: 王肝; pinyin: Wáng Gān), amico d'infanzia di Girino e storico innamorato di Leoncina.
- Xiao Shangchun (cinese semplificato: 肖上唇; pinyin: Xiào Shàngchún), dirigente delle Guardie rosse durante la Rivoluzione culturale.

## Edizioni italiane
- Mo Yan, Le Rane, collana coll. Supercoralli, traduzione di M.R. Masci e P. Liberati, Einaudi, 2013,  p. 386, ISBN 978-88-06-20568-3.